# Murielle Laurent
Murielle Laurent, née le 21 septembre 1977, est une femme politique française, membre du Parti socialiste (PS).

## Biographie
Elle est élue conseillère municipale de Feyzin lors des élections de mars 2008 sur la liste d'Yves Blein, dont elle devient première adjointe. Elle lui succède comme maire en juillet 2017 et est réélue en 2020. Elle est également conseillère de la métropole de Lyon.
Le 9 juin 2024, elle est élue députée européenne sur la liste PP-PS appelée « Réveiller l'Europe » et conduite par Raphaël Glucksmann. Elle démissionne peu après de son mandat de maire pour se mettre en règle avec la loi limitant le cumul de mandats.
Elle indique pour appartenance socio-professionnelle en 2014 être salariée, et en 2021 faire partie des cadres administratifs et commerciaux d'entreprise.

## Controverses
Muriel Laurent se rapproche plusieurs fois de La République en marche, parrainant en 2017 Emmanuel Macron plutôt que le candidat de son parti Benoît Hamon. 
Elle figure aussi sur la liste de David Kimelfeld, dissident macroniste pour les élections métropolitaines à Lyon en 2020. Ainsi, Médiapart rappelle que « son flirt avec La République en marche lui vaut d’être déférée devant la commission des conflits du Parti socialiste ».
Grâce à Hélène Geoffroy,, elle obtient une place éligible sur la liste des élections européennes de 2024 menée par Raphaël Glucksmann. Cette décision est aussi contestée, et qualifiée « tambouille politicienne ».